# La Monte Young
La Monte Thornton Young, född 14 oktober 1935 i Bern i Bear Lake County i Idaho, är en amerikansk kompositör och musiker.
Young är allmänt erkänd som en av de första minimalistiska kompositörerna. Hans verk är bland de viktigaste och mest radikala efter andra världskriget inom avant-garde och drone-musik. Sedan det tidiga 1960-talet har han samarbetat med formgivaren och musikern Marian Zazeela.